# Pan Wojewoda
Pan Wojewoda (ros. Пан воевода) – czteroaktowa opera Nikołaja Rimskiego-Korsakowa do libretta Ilii Tiumieniewa nawiązującego między innymi do ballady „Pan Wojewoda” Adama Mickiewicza. Prapremiera 3(16) października 1904 w Petersburgu. Polska premiera: w warszawskim Teatrze Wielkim 25 maja 1905.

## Recepcja
W związku z antypolską wymową oper: „Życie za cara” Michaiła Glinki oraz „Borysem Godunowem” Modesta Musorgskiego, Nikołaj Rimski-Korsakow postanowił stworzyć operę na polski temat, która by nie dzieliła, lecz połączyła obydwa narody, stanowiąc zarazem hołd dla uwielbianego przez niego Fryderyka Chopina (motywy z niektórych jego utworów wykorzystał w tej partyturze). Niestety, jej polska premiera, pierwotnie kompozytor sam miał ją poprowadzić, przypadła na niesprzyjające takiemu pojednaniu czasy represji po stłumieniu rewolucji roku 1905.

## Osoby
- Pan Wojewoda – bas
- Bolesław Czapliński, młody szlachcic – tenor
- Maria Oskolska, jego ukochana – sopran
- Jadwiga Zapolska, bogata wdowa – sopran
- Oleśnicki, zakochany w niej młody szlachcic – kontralt, rola spodenkowa
- Dziuba, stary szlachcic – bas
- Posławski, młody szlachcic, przyjaciel Czaplińskiego – baryton
- Dorosz, znachor – bas

## Treść
Miejsce i czas akcji: Polska na przełomie XVI i XVII wieku.

### Akt I
Na leśnym uroczysku młody szlachcic Bolesław Czapliński spotyka się ze swoją ukochaną – Marią Oskolską. Ich schadzkę przerywa pojawienie się polującego Wojewody, który z miejsca zakochuje się w młodej dziewczynie. W jej obronie staje Bolesław, lecz zostaje zraniony przez przybocznych magnata.

### Akt II
Jadwiga Zapolska, bogata wdowa, beznadziejnie zakochana w Wojewodzie, wraz ze swoim adoratorem – zabobonnym i tchórzliwym sąsiadem Dziubą – udaje się do znachora Dorosza, który przepowiada ślub Marii z Wojewodą, a następnie dostarcza jej trucizny, którą zamierza ona użyć przeciw rywalce. Pośród kniei, nocą, na zalanej światłem księżyca polanie dochodzi do spotkania z jej drugim adoratorem – młodym szlachcicem Oleśnickim, którym kobieta pragnie jedynie posłużyć się jako narzędziem do otrucia Marii. Tymczasem w puszczy, uleczony z ran Czapliński zbiera drużynę, z którą zamierza dokonać ataku na zamek Wojewody, nieświadomy, że z ukrycia śledzi ich Jadwiga.

### Akt III
Maria, przekonana o śmierci ukochanego, ma poślubić Wojewodę, ale w trakcie uroczystości Czapliński dokonuje zajazdu na rezydencję magnata. Ten jednak, wcześniej ostrzeżony przez Zapolską, zebrał odpowiednie siły i rozgromił napastników. Czaplińskiego wtrąca do zamkowych lochów.

### Akt IV
Maria na próżno błaga męża o litość dla Czaplińskiego. Ten skazuje rywala na śmierć. Przedtem jednak zebrani mają wznieść toast na cześć młodej pary. Oleśnicki z poduszczenia Zapolskiej wlewa truciznę do pucharu Marii, ale widząc Wojewodę flirtującego z Zapolską, zamienia kielichy i ostatecznie ofiarą pada możnowładca. Maria, jako wdowa, rozkazuje uwolnić ukochanego.